# Spatennasenhai
Der Spatennasenhai (Scoliodon laticaudus) ist eine Art in der Gattung Scoliodon innerhalb der Requiemhaie (Carcharhinidae). Die Art ist in weiten Teilen des Indischen Ozeans von Tansania bis Indien und im Roten Meer verbreitet.

## Aussehen und Merkmale

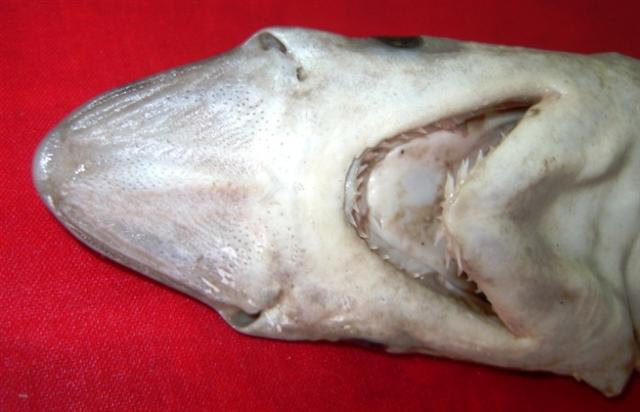
Kopf von unten

Der Spatennasenhai ist ein schlanker Hai mit einer Körperlänge von maximal 75 cm und Durchschnittsgrößen zwischen 50 und 60 cm. Er hat eine bronzefarbene bis graue Rückenfärbung und einen hellen Bauch ohne Musterung. Der Hai gleicht im Habitus den Blauhaien der Gattung Carcharhinus, besitzt allerdings eine auffällig verlängerte und spatenförmige Schnauzenregion. Er besitzt eine Afterflosse und zwei Rückenflossen, wobei die zweite Rückenflosse deutlich kleiner als die erste und die Analflossen ist. Er besitzt kein Spritzloch und die Augen sind verhältnismäßig klein mit Nickhaut.
Die erste Rückenflosse ist triangulär geformt und deutlich hinter den Brustflossen ansetzend. Das Hinterende der ersten Rückenflosse liegt über den Bauchflossen. Die Analflosse ist wesentlich größer als die zweite Rückenflosse.

## Lebensweise
Der Spatennasenhai ist eine Flachwasserart und ernährt sich räuberisch von verschiedenen Fischen,  vor allem Bodenarten. Die Haie sind lebendgebärend und bilden eine Dottersack-Plazenta  aus (plazental vivipar). Die Weibchen bekommen in einem Wurf zwischen einem  und 14 Jungtiere mit einer Länge von etwa 13 bis 15 cm. Teilweise können die Spatennasenhaie sehr häufig auftreten und Schulen bilden.

## Verbreitung

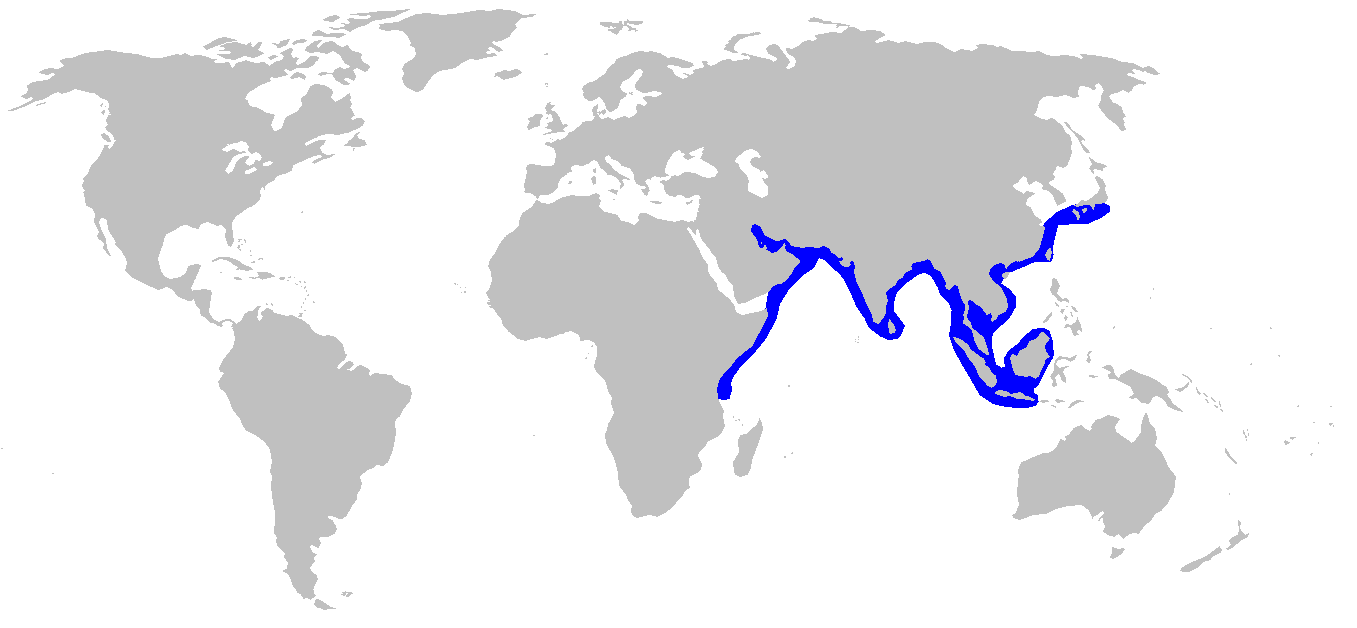
Verbreitungsgebiete der Gattung Scoliodon

Die Art ist in weiten Teilen des Indischen Ozeans von Tansania bis Indien und Sri Lanka verbreitet. Dabei handelt es sich um einen Flachwasserbewohner des Kontinentalschelfs, der steinige Gründe bevorzugt. Bei den Spatennasenhaien im Westpazifik von Japan bis nach Indonesien und den Philippinen handelt es sich um Scoliodon macrorhynchos, bei denen im Golf von Bengalen um eine dritte, bisher unbeschriebene Art oder um Scoliodon muelleri, der mit Scoliodon laticaudus synonymisiert wurde.